# Thurneck
Thurneck ist ein Gemeindeteil der Gemeinde Mönchsdeggingen im schwäbischen Landkreis Donau-Ries in Bayern.

## Geografie
Das Dorf Thurneck liegt etwa sechs Kilometer südöstlich des Hauptortes. Über die nahe Kreisstraße DON 16 und die Kreisstraße DON 9 ist sie mit Mönchsdeggingen verbunden. Mit dem Gemeindeteil Rohrbach hängt Thurneck baulich fast zusammen.

## Geschichte
Burg Thurneck ist eine abgegangene hochmittelalterliche Burg über dem Dorf. Auf einem von Osten gegen das Tal vorspringenden Bergausläufer, vielleicht schon von den Römern zu einer Warte benützt, stand im Mittelalter ein fester Wohnturm, genannt Turnekk, das heißt „Turm an der Ecke“.
Ihn bewohnte ein Adelsgeschlecht, das von diesem Sitz den Namen trug (Henricus de Thurnekk, 1251–1263). Dieses Adelsgeschlecht scheint allerdings bald ausgestorben zu sein. Über die Jahrhunderte hinweg wechselten die Besitzer. Die alte Veste wurde nicht mehr bewohnt und verfiel allmählich.
Thurneck war ein Gemeindeteil von Rohrbach und wurde mit dieser am 1. Mai 1978 im Zuge der Gebietsreform in Bayern nach Mönchsdeggingen eingegliedert.